# Ľudo Ondrejov
Ľudo Ondrejov, vlastním jménem Ľudovít Mistrík, jiný pseudonym Ľ. M. Ondrejovič (19. října 1901, Slanje, Rakousko-Uhersko, dnes Chorvatsko – 18. března 1962, Bratislava, Československo) byl slovenský básník a prozaik.

## Životopis
Narodil se ve slovenské rodině stolaře v chorvatském Slanje (dnes část obce Donji Martijanec, Varaždinská župa), většinu svého dětství však prožil na Slovensku, v obci Kostiviarska (dnes součást Banské Bystrice).
Vzdělání získal v Banské Bystrici. Nejprve působil jako notář, později pracoval v automobilových dílnách a jako šofér z povolání. Byl také úředníkem Matice slovenské v Martině. V roce 1938 se přestěhoval do Bratislavy a stal se profesionálním spisovatelem. V tomto období arizoval antikvariát patřící židovské rodině. V letech 1944-45 byl členem partyzánské skupiny, po osvobození se stal referentem na Pověřenectví pro informace, od roku 1947 byl redaktorem časopisu Partizán a později správcem Domova Svazu slovenských spisovatelů v Budmericích. Od roku 1950 byl v plném invalidním důchodu. Zemřel v roce 1962 v Bratislavě.

## Tvorba
Svá první básnická díla uveřejňoval ve slovenských Národných novinách, Proletárce či Slovenském učiteli. V roce 1928 mu zveřejnili báseň i Slovenské pohľady, které se staly jeho oblíbeným časopisem, ve kterém vydával hlavně svoji poezii. První kniha mu vyšla až v roce 1932. Psal poezii a prózu nejen pro dospělé, ale i pro dětské čtenáře. Svojí tvorbou se řadí mezi neosymbolické a naturistické autory. Jeho lyrika je emotivní, hledá východiska v ideách lidskosti, svobody a rovnosti, které ztělesňuje tužba po dálkách, nicméně zároveň si uvědomuje marnost svého snění. V próze se věnuje např. psaní cestopisů, které však nejsou dokumentárními díly, ale autorskou fikcí.

## Kritika
V době druhé světové války arizoval antikvariát židovské rodiny Steinerových v Bratislavě (téma arizace obchodu bylo zpracováno ve filmu Obchod na korze). Navíc, když bylo započato s deportacemi Židů, prohlásil, že ve svém podniku žádné židy nepotřebuje a ohlásil je úřadům:
„Prehlasujem, že vo svojom kníhkupectve nepotrebujem týchto Židov: Maxa Steinera, Jozefa Steinera, Žigmunda Steinera a Viliama Steinera. Zaistením a odtransportovaním týchto Židov neutrpí obchod ani Slovenský štát nijakú hospodársku ujmu, lebo som si našiel náhradu v árijskej osobe pána Viliama Fábryho z Turč. Sv. Martina.“
Tito lidé později zahynuli v koncentračním táboře. 
Vladimír Mináč v knize rozhovorů s Petrem Holkou (V košili z kopřivy) připomíná, že kritika Ondrejova nastala poté, co se pokusil zkopírovat texty Heleny Vozaňské:
„Helena Vozanská měla tehdy mocné promlouvače v Praze. Nějak se seznámila s manželkou generálního tajemníka KSČ Slánského, který připravoval procesy pro jiné, zatímco jiní připravovali proces pro něj. S paní Slánskou přišla na Slovensko a udělala obrovský křik: prohlásila Ondrejova za lidáka a arizátora. Arizátorem byl, lidákem nebyl. Dali mu arizovat knihkupectví, které nikdy za života ani pořádně neviděl. Pokud tam chodíval na pět minut, tak jen proto, aby si vzal peníze, protože to bylo na korze a ve starém městě bylo obrovské množství hospod, peníze mu nevystačily, ani když došel za Michalskou bránu. Byl on člověk velmi radejní. Nakonec se proces nekonal: rukopis jako dokument, jako hlavní usvědčující předmět ve sporu, se zapomněl v jedné z mnoha hospod, které tehdy existovaly. Usvědčující předmět přestal existovat a Ľudo Ondřejov dostal pouze 12 tisíc korun ve staré měně, což byl mizerný honorář...“

## Dílo

### Poezie
- 1932 Martin Nociar Jakubovie, básnická skladba
- 1932 Bez návratu, sbírka veršů
- 1936 Mámenie, sbírka veršů
- 1941 Pijanské piesne
- 1956 Básne

### Próza pro mládež
- 1932 Rozprávky z hôr
- 1933 Tátoš a človek
- 1935 O zlatej jaskyni
- 1936 Africký zápisník, cestopis
- 1936 Horami Sumatry, cestopis
- 1937 Zbojnícka mladosť, román (1. díl volné trilogie) - jeho vrcholné dílo, chtěl napsat "knihu naplněnou sluncem a radostí". Vrchol v uměleckém modelování svého ideálního světa dosáhl obrazem dětství a mládí ve dvojici románů o vrchárském chlapci. V románě se odráží sociální skutečnost i se svými zápornými stránkami, ale jeho váha spočívá ve vykreslení ideálních lidských vztahů. Jakkoliv však dílo překypuje předmětně-smyslovou nasyceností a jakkoliv mají scény, události a lidské typy reálnou historickou základnu, román vyžaduje "metaforické čtení", které přenáší celé vyprávění do roviny symbolu. Zbojnické mládí, primitivní život vrchárských lidí, je jen konkrétně-smyslovou šifrou na vyjádření své představy o ideálním světě, ve kterém vládnou nejušlechtilejší hodnoty: přátelství, láska, odvaha, krása, tělesné i duševní zdraví a síla. Zbojnícké mládí představuje v jistém smyslu mýtus o osvobozeném člověku. Ustavičná tužba hlavního hrdiny "letět jako pták" a "mít křídla" je pouze dětským a pohádkovým slovníkem vyslovená tužba po odpoutání se od všech přítěží, nízkosti a malicherností, snaha po rozvinutí všech dobrých lidských sil.
- 1939 Jerguš Lapin, román, (2. díl volné trilogie)
- 1940 Príhody v divočine, cestopis
- 1950 Na zemi sú tvoje hviezdy, románový náčrt (3. diel voľnej trilógie)
- 1952 / 1953 - Výšiny, novela
- 1956 Slnko vystúpilo nad hory, souborné vydání trilogie
- 1958 Šibeničné pole, novela
- 1963 Keď pôjdeš horou